# Where Love Has Gone (Lied)
Where Love Has Gone ist ein Song von Jimmy Van Heusen (Musik) und Sammy Cahn (Text), der 1964 veröffentlicht wurde.
Van Heusen und Cahn schrieben Where Love Has Gone als Titelmelodie für das Filmdrama Wohin die Liebe führt (Originaltitel Where Love Has Gone, 1964) unter der Regie von Edward Dmytryk, mit Susan Hayward und Bette Davis in den Hauptrollen. Das Lied wurde von Jack Jones vorgestellt. Where Love Has Gone erhielt 1965 eine Oscar-Nominierung in der Kategorie Bester Song. Jack Jones veröffentlichte Where Love Has Gone auf einer Single (Kapp 608) und auf der gleichnamigen LP (Kapp Jazz KS-3396).